# Ageratina calaminthifolia
Ageratina calaminthifolia là một loài thực vật có hoa trong họ Cúc. Loài này được (Kunth) R.M.King & H.Rob. mô tả khoa học đầu tiên năm 1970.